# Brachythecium acuminatum
Brachythecium acuminatum là một loài Rêu trong họ Brachytheciaceae. Loài này được (Hedw.) Austin mô tả khoa học đầu tiên năm 1870.